# Salvatore Vitale (Kunstkritiker)
Salvatore Vitale (1887 in Catania – Februar 1954) war ein italienischer Bibliotheksbeamter und Kunstkritiker.

## Leben
Nach dem Studium der Rechtswissenschaften begann Vitale eine Verwaltungslaufbahn im Bildungsministerium in den 1910er Jahren, wo er 1923 den Rang eines Abteilungsleiters in der Generaldirektion für Antiquitäten und Schöne Künste erlangte. Er nahm am Ersten Weltkrieg teil. Nachdem im Oktober 1926 die Generaldirektion für Akademien und Bibliotheken gegründet worden war, wechselte Vitale in das Staatsbibliothekswesen, wo er bis zu seiner Pensionierung in verschiedenen Funktionen als Bibliotheksdirektor tätig blieb. So war Vitale von 1926 bis 1936 Direktor der Biblioteca Angelica in Rom und von 1942 bis 1954 war er am Istituto Storico Italiano per l'Età Moderna e Contemporanea beschäftigt. Parallel zu seiner Tätigkeit als Verwaltungsangestellter war Vitale auch journalistisch bei verschiedenen Zeitungen und Zeitschriften (u. a. Giornale di Sicilia, Rivoluzione liberale) als Kunstkritiker tätig.
Neben Beiträgen aus dem Bereich der Architektur- und Kunstkritik ist Vitale vor allem auch als Herausgeber von zwei Büchern über die Manuskriptsammlungen der Biblioteca Angelica (1934 und 1948 erschienen) und der Kataloge der neapolitanischen Flugblätter von 1848–1849 (1956) und 1860–1861 (1963) der Bibliothek für Neuere und Neuere Geschichte in Rom bekannt. Seine 1928 erschienene und unter anderem von Marcello Piacentini rezensierte architekturkritische Schrift L’estetica dell'architettura. Saggio sullo sviluppo dello spirito costruttivo übte seinerzeit bemerkenswerten Einfluss auf die Architekturdebatte aus.

## Schriften (Auswahl)
- L’estetica dell'architettura. Saggio sullo sviluppo dello spirito costruttivo. Bari 1928
- Bd. 56: Roma : R. Biblioteca Angelica, in: Albano Sorbelli (Hg.): Inventari dei manoscritti delle biblioteche d'Italia : opera fondata dal prof. Giuseppe Mazzantini. Florenz 1934
- Bd. 76: Roma : R. Biblioteca Angelica, in: Albano Sorbelli (Hg.): Inventari dei manoscritti delle biblioteche d'Italia : opera fondata dal prof. Giuseppe Mazzantini. Florenz 1948
- Fogli volanti napoletani del 1860–61 : Biblioteca di storia moderna e contemporanea. Rom 1962